# День святого Власа
День святого Власа — свято на честь святого мученика Власа, що припадає на 11 лютого. У народних віруваннях святий Влас — покровитель худоби, а особливо корів. Цього дня селяни служили по дворах молебні, вносили образ святого мученика в стайню або загороду, де стояв скот, кропили худобу свяченою водою та обкурювали ладаном — «щоб скот добре плодився та не хворів».
Як перший раз на весні вигонили худобу в поле пастися, то служили молебень не тільки святому Юрієві, але й святому Власові.

## Звичаї
Молодиці в день святого Власа ходили колись у шинок і пили горілку — «щоб корови були ласкаві». А як поверталися з шинку до хати, то били, бувало, своїх чоловіків днищем — «щоб воли були слухняні».
На півночі, в районі ріки Ваґа, в лісах Вологородського і Архангельського повітів було багато церков і каплиць в ім'я святого Власа. Празник на честь цього мученика селяни відзначали тим, що приносили до церкви продукти скотарства, а найбільше коров'ячого масла. Цей звичай описав етнограф І. Снєґірьов:
Донині, серед лісів, стоїть древня церква в ім'я святого Власа, ікона якого явилась 19 січня, як повідає місцевий переказ. Цього дня з усієї Вельської округи селяни з'їжджаються і сходяться молитись заступникові своїх інтересів. Тоді парафіяльний священик відправляє там обідню, потім служить загальний і нарешті приватні молебні для молільників. Туди приносять коров'яче масло, яке з поклоном кладуть перед образом св. Власа. За одне свято збирається від 30 до 40 пудів масла; частина його дається священикові з причетом, а решта залишається на користь церкви. В інших парафіях Шенкурської і Вельської округ так само святкують день св. покровителя скотарства в суботу перед св. П'ятидесятницею …
Як у празник св. мученика Флора і Лавра приводять коней до церкви для окроплення їх свяченою водою, так і до церкви св. Власа приводять корів, особливо під час падежу, і співають обітні молебні.

Цей святий зображений на іконі (в одній із новгородських церков) в оточенні худоби…
На Чернігівщині та в південних районах Київщини «Власові морози» вважаються останніми в році, а тому існує приповідка:
- «Святий Влас збиває ріг з зими!»

## Походження
Історія свята сягає часів язичництва на Русі. Після хрещення Русі зберігалася пам'ять про «скотья бога Волоса» або Велеса, що згадується в «Слові о полку Ігоревім» разом з Дажбогом і Стрибогом: «… вЂ́щеи Боя́не, Вéлесовь внýче».
Ім'я Велеса або Волоса зустрічається і в договорах, що складалися поміж русами та греками в X столітті н е. Так, у договорі 971 року читаємо таке: "… да иміемт клятву от бога, вт его же віруемт, в Перуна и вь Волоса, скотья бога…

У рукописі Великої Минеї Макаревської стоїть, що
…великій Князь Владимірь повель испроверщи, избити кумиры, овы извіщи, а иньїя ижжещи; Волоса, его же именоваху скотья бога, повелі вь Почайну ріку врещи.
Тобто, за наказом великого князя Володимира подоба бога Волоса, якого наші предки вважали покровителем худоби, була знищена.
Із християнізацією Русі давньослов'янські божества-покровителі різних сфер людського життя замінили святі. Святий Влас виконував роль бога Велеса.
Згідно з давньою легендою, святий мученик Влас жив у IV столітті, був він покровителем лісових звірів і опікувався бідними людьми. На доказ такої опіки розповідається, як святий Влас повернув бідній вдові вепра, якого вкрав вовк.